# مشموشة (جزين)
مشموشة  هي إحدى القرى اللبنانية من قرى قضاء جزين في محافظة الجنوب.